# Tổng công ty Cảng hàng không Việt Nam
Tổng công ty Cảng hàng không Việt Nam - CTCP (tiếng Anh: Airports Corporation of Vietnam - JSC, viết tắt: ACV) là một công ty thuộc Ủy ban Quản lý vốn Nhà nước tại doanh nghiệp. Đây là công ty cổ phần với 95,4% vốn điều lệ thuộc sở hữu của Nhà nước.
Các chi nhánh do ACV quản lý gồm có 10 cảng hàng không quốc tế: Tân Sơn Nhất, Nội Bài, Cam Ranh, Đà Nẵng, Liên Khương, Phú Quốc, Cần Thơ, Phú Bài, Vinh, Cát Bi và 12 cảng hàng không quốc nội: Buôn Ma Thuột, Rạch Giá, Cà Mau, Côn Đảo, Tuy Hòa, Điện Biên, Nà Sản, Đồng Hới, Chu Lai, Pleiku, Phù Cát, Thọ Xuân.
Ngoài ra, ACV còn là chủ đầu tư xây dựng sân bay quốc tế Long Thành, dự kiến hoàn thành vào năm 2026.

## Lịch sử
Tháng 2 năm 2012, Bộ Giao thông Vận tải Việt Nam đã ra quyết định hợp nhất ba doanh nghiệp gồm Tổng công ty Cảng hàng không Miền Bắc, Miền Trung và Miền Nam thành Tổng công ty Cảng hàng không Việt Nam, viết tắt là ACV.
Tháng 10 năm 2015, phương án cổ phần hóa ACV được Thủ tướng chính phủ phê duyệt. Tháng 12 năm 2015, ACV tổ chức phiên bán đấu giá công khai cổ phần lần đầu ra công chúng (IPO). Từ tháng 4 năm 2016, ACV chính thức hoạt động theo loại hình công ty cổ phần, đổi tên thành Tổng công ty Cảng hàng không Việt Nam - CTCP.

## Mô hình tổ chức
ACV được tổ chức theo mô hình công ty mẹ - công ty con với 01 công ty con, 11 công ty liên kết và 22 chi nhánh cảng hàng không ở Việt Nam, trong đó có 10 cảng hàng không quốc tế và 12 cảng hàng không quốc nội.
| STT | Tên chi nhánh                        | Địa điểm                             | Tình trạng              |
| --- | ------------------------------------ | ------------------------------------ | ----------------------- |
| 1   | Cảng hàng không quốc tế Tân Sơn Nhất | Quận Tân Bình, Thành phố Hồ Chí Minh | Đang xây dựng nhà ga T3 |
| 2   | Cảng hàng không quốc tế Nội Bài      | Huyện Sóc Sơn, Hà Nội                |                         |
| 3   | Cảng hàng không quốc tế Đà Nẵng      | Quận Hải Châu, Đà Nẵng               |                         |
| 4   | Cảng hàng không quốc tế Phú Quốc     | Thành phố Phú Quốc, Kiên Giang       |                         |
| 5   | Cảng hàng không quốc tế Cần Thơ      | Quận Bình Thuỷ, Cần Thơ              |                         |
| 6   | Cảng hàng không quốc tế Phú Bài      | Thị xã Hương Thuỷ, Thừa Thiên Huế    |                         |
| 7   | Cảng hàng không quốc tế Cam Ranh     | Thành phố Cam Ranh, Khánh Hoà        |                         |
| 8   | Cảng hàng không quốc tế Vinh         | Thành phố Vinh, Nghệ An              |                         |
| 9   | Cảng hàng không quốc tế Cát Bi       | Quận Hải An, Hải Phòng               |                         |
| 10  | Cảng hàng không quốc tế Liên Khương  | Huyện Đức Trọng, Lâm Đồng            |                         |
| 11  | Cảng hàng không Buôn Ma Thuột        | Thành phố Buôn Ma Thuột, Đắk Lắk     |                         |
| 12  | Cảng hàng không Rạch Giá             | Thành phố Rạch Giá, Kiên Giang       |                         |
| 13  | Cảng hàng không Cà Mau               | Thành phố Cà Mau, Cà Mau             |                         |
| 14  | Cảng hàng không Côn Đảo              | Huyện Côn Đảo, Bà Rịa - Vũng Tàu     |                         |
| 15  | Cảng hàng không Tuy Hoà              | Thành phố Tuy Hoà, Phú Yên           |                         |
| 16  | Cảng hàng không Điện Biên            | Thành phố Điện Biên Phủ, Điện Biên   |                         |
| 17  | Cảng hàng không Nà Sản               | Huyện Mai Sơn, Sơn La                | Đóng cửa từ 2004        |
| 18  | Cảng hàng không Đồng Hới             | Thành phố Đồng Hới, Quảng Bình       |                         |
| 19  | Cảng hàng không Chu Lai              | Huyện Núi Thành, Quảng Nam           |                         |
| 20  | Cảng hàng không Pleiku               | Thành phố Pleiku, Gia Lai            |                         |
| 21  | Cảng hàng không Phù Cát              | Thành phố Quy Nhơn, Bình Định        |                         |
| 22  | Cảng hàng không Thọ Xuân             | Huyện Thọ Xuân, Thanh Hoá            |                         |